# Route 216 (Nouvelle-Écosse)
Pour les articles homonymes, voir Route 216.
La route 216 est une route secondaire de la Nouvelle-Écosse d'orientation ouest-est longeant la East Bay du lac Bras d'Or. Elle traverse une région principalement boisée. De plus, elle mesure 42 kilomètres au total, et est une route asphaltée sur toute sa longueur.

## Tracé
La 216 débute à Christmas Island, sur la route 223, puis elle commence par se diriger vers le sud jusqu'à Castle Bay, où elle bifurque vers l'est-nord-est pour suivre la East Bay du lac Bras d'Or. Elle suit la rive pour une trentaine de kilomètres, traversant notamment Eskasoni. Elle se termine sur une intersection en T sur la route 4 à East Bay (en), 25 kilomètres au sud-ouest de Sydney .
La 216 sert, avec la 223, de relier les routes 4 et 105, vers Baddeck, Whycocomagh et Inverness.

## Intersections principales
| Route 216            |                  |    |                                                                                  |                           |
| Comté                | Location         | km | Intersection/Destinations                                                        | Notes                     |
| Comté de Cape-Breton | Christmas Island | 0  | R-223, vers R-105, Baddeck, Whycocomagh, Port Hawkesbury, Boisdale, North Sydney | extrémité ouest de la 216 |
| Comté de Cape-Breton | East Bay (en)    | 42 | R-4, Saint-Peter's, Sydney, Port Hawkesbury                                      | extrémité est de la 216   |

## Communautés traversées
1. Christmas Island
2. Pipers Cove
3. Benacadie West
4. Benacadie Pond
5. Castle Bay
6. Eskanosi
7. Island View
8. Northside East Bay
9. McKenzie East Bay
10. East Bay (en)